# Charles Warren (storico)
Charles Warren (Boston, 1868 – Washington, 16 agosto 1954) è stato uno storico statunitense.

## Biografia
Nato a Boston, nello stato statunitense del Massachusetts, ebbe un Master degree all'università di Harvard nel 1889, e proseguì alla Harvard Law School.
Fu avvocato, esercitando l'attività di assistente attorney General dal giugno 1914 all'aprile 1918. Autore di numerose opere per cui nel 1923 venne premiato con il premio Pulitzer per la storia, sposò Annie Louise Bliss in 1904. Morì a Washington

## Opere
- History of the Harvard Law School and of Early Legal Conditions in America (1908)
- A History of the American Bar (1911)
- The Supreme Court in United States History (1922)
- The Making of the Constitution (1928)
- Congress, the Constitution and the Supreme Court (1930)
- Congress as Santa Claus (1932)
- Troubles of a Neutral (1934)
- Bankruptcy in United States History (1935)
- Odd Byways in American History (1942)